# Daniel Svensson (Handballspieler)
Daniel Svensson (* 3. April 1982 in Kopenhagen) ist ein ehemaliger dänischer Handballspieler, der insgesamt acht Mal für die dänische Nationalmannschaft auflief.

## Sportliche Karriere
Svensson spielte bis zum Jahre 2000 bei IF Stadion. Nachdem Svensson anschließend für Ajax København aufgelaufen war, wechselte er im Sommer 2003 zum dänischen Erstligisten FCK Håndbold. Nach zwei Spielzeiten beim FCK unterschrieb er einen Vertrag beim Ligarivalen AaB Håndbold. Nachdem der Rückraumspieler im Jahre 2010 mit AaB die dänische Meisterschaft gewonnen hatte, wechselte er zum spanischen Erstligisten Toledo BM. Im Februar 2011 schloss er sich dem deutschen Bundesligisten TuS N-Lübbecke an. Ab der Saison 2013/14 lief er für den dänischen Verein Skjern Håndbold auf. Mit Skjern gewann er am 29. März 2015 den dänischen Pokal der Saison 2013/14 sowie am 6. Februar 2017 den dänischen Pokal der Saison 2015/16. Nach der Saison 2016/17 beendete er seine Karriere.
Am 12. März 2013 gab Svensson bekannt, dass er an einem Hodgkin-Lymphom erkrankt sei. Wegen der eingeleiteten Behandlungsmaßnahmen war Svensson nicht spielfähig.
Svensson ist seit der Saison 2019/20 bei Ajax København als Geschäftsführer der Männermannschaft tätig.